# Wikipédia en hawaïen
Wikipédia en hawaïen (en hawaïen : Hawaiʻi Wikipikia) est l’édition de Wikipédia en hawaïen, langue polynésienne parlée à Hawaï aux États-Unis. L'édition est lancée officiellement en septembre 2004, mais dans les faits en janvier 2005. Son code est : haw.
Au 20 mars 2025, l'édition en hawaïen contient 2 870 articles et compte 18 997 contributeurs, dont 24 contributeurs actifs et 1 administrateur.
Les autres Wikipédia en langue polynésienne sont la Wikipédia en maori qui compte 7 969 articles, la Wikipédia en tongien qui en compte 2 021, la Wikipédia en fidjien qui en compte 1 522, la Wikipédia en tahitien qui en compte 1 221 et la Wikipédia en samoan qui en compte 1 171.

## Présentation

L'hawaïen au sein des langues polynésiennes.

## Statistiques
- En janvier 2022, l'édition en hawaïen compte 2 419 articles et 14 289 utilisateurs enregistrés.
- Le 4 octobre 2022, elle contient 2 465 articles et compte 15 236 contributeurs, dont 20 contributeurs actifs et 1 administrateur.
- Le 14 septembre 2024, elle contient 2 630 articles et compte 18 142 contributeurs, dont 25 contributeurs actifs et 1 administrateur.